# Leeroy Thornhill

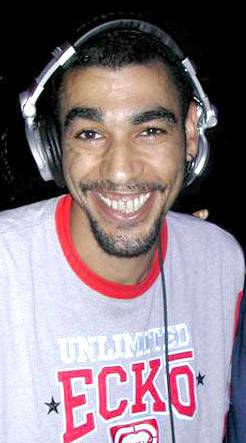
Leeroy Thornhill

Leeroy Thornhill (ur. 8 października 1968 w Barking) – brytyjski DJ i producent, były tancerz zespołu The Prodigy oraz aktor.
Leeroy Thornhill i Keith Flint razem dołączyli do The Prodigy po poznaniu Liama Howletta w lokalnym klubie rave. W 2000 roku, Thornhill odszedł od zespołu i rozpoczął karierę solową. Wydał kilka płyt, w 2001 roku zagrał w filmie (I Love 1980's).
Obecnie występuje solo jako DJ Leeroy Thornhill i w duecie z Martenem Horgerem jako Smash HiFI.